# 소음 공해

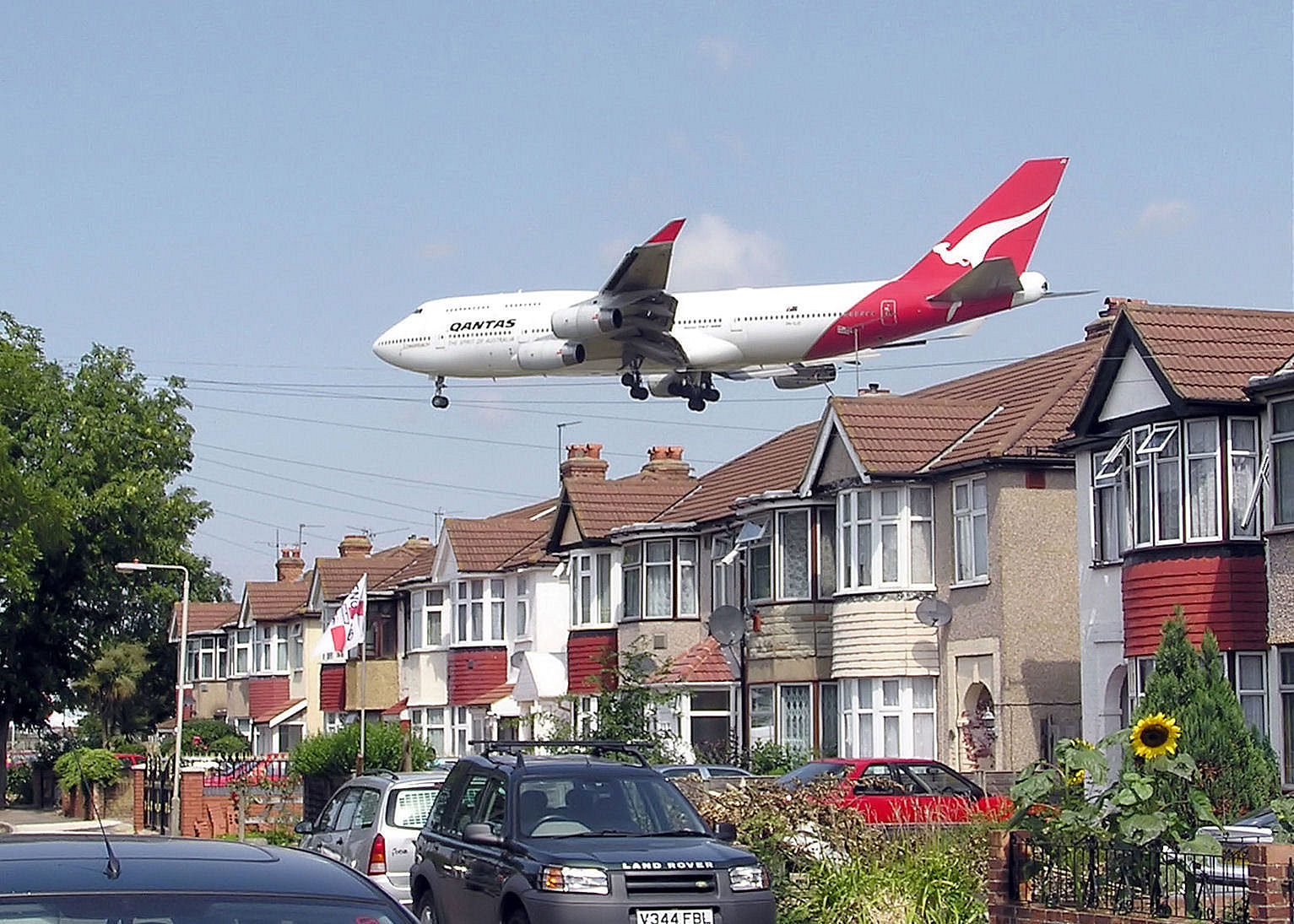

소음 공해(騷音 公害, 영어: noise pollution, noise disturbance)는 사람과 짐승의 삶에 있어서 행복과 활동을 혼란하게 만드는 불쾌한 소리이며 사람이나 기계가 만들어 낸다. 일반적인 소음 공해는 주로 자동차와 같은 교통에서 비롯된다.

## 정의 및 측정
소음의 전도도 소리의 크기와 같은 명칭인 폰을 단위로 해서 나타내는데, 내용적으로는 소리의 크기와는 분명히 다르다. 소음은 생활에 불필요한 시끄러운 소리, 방해가 되거나 해로운 소리를 말하는데, 이것은 인간의 기분이나 상태에 따라 다르므로 확실한 정의는 없다. 어쨌거나 귀의 고막에 너무 강한 자극은 불쾌하므로 소음의 정도는 사람의 고막을 자극하는 힘에 상응하는 양으로 측정된다. 특히 진동수의 구별을 하지 않고 순간 또는 일정 시간내의 평균력을 국제 규격으로 만든 지시 소음계로 특정한다. 그 지침의 판도 단위가 폰으로서, 그 양을 소음 레벨이라고 한다. 소음 레벨은 소리의 크기와 거의 같다고 생각할 수 있다.
사람의 귀로 들을 수 없는 저주파 소리를 저주파음이라고 하며 흔히 말하는 소음과는 구별한다. 소음 수준의 단위는 데시벨이다. 그러나 항공 소음의 경우 데시벨을 바탕으로 시간대 등을 고려해 다시 계산된 WECPNL이라는 지수가 이용된다

## 원인
전 세계적으로 소음의 원천은 대부분 자동차 소음과 같은 교통 기관이 원인으로, 비행기 소음과 열차 소음도 이에 포함된다. 도시 계획을 잘 못한 경우에는 산업, 거주 건물에 소음 공해를 일으킬 수 있다.
다른 원인으로는 사무 장비, 공장 기계, 건설업, 오디오, 선거운동, 엔터테이먼트 시스템을 들 수 있다.

## 기타
- 의외로 애니메이션 중 하나인 포켓몬스터 AG에서는 139화 <라이벌 대결! 윈디를 잡아라!> 편에서 (윈디 때문에) 조용히 할 상황에 한지우가 꼬르륵 소리를 내자 봄이가 그것을 소음으로 인식하여 조용히 하라고 불평을 한 그러한 사례도 있다.

## 같이 보기
- 항공기 소음
- 층간소음
- 소음의 건강영향(영어판)
- 광공해(빛공해)